# 山梨交通敷島営業所
山梨交通敷島営業所（やまなしこうつうしきしまえいぎょうしょ）は、山梨県甲斐市に位置する山梨交通の営業所である。山梨交通が運営する同社最大規模の営業所である。
なお、本稿では同じ敷地内にある山梨交通甲府営業所（やまなしこうつうこうふえいぎょうしょ）および山梨交通甲斐営業所（やまなしこうつうかいえいぎょうしょ）についても述べる。

## 概要
当営業所は1992年（平成4年）8月10日の竜王営業所の移転に伴って新たに開設された。1994年（平成6年）12月23日には貢川営業所を、1995年（平成7年）12月15日には甲府観光営業所をそれぞれ統合した。その後、2002年（平成14年）10月に貸切バス部門を山梨交通観光バスに移管した。
甲府駅バスターミナルを中心に甲府市周辺を運行する路線を所管する営業所で、車両整備工場が設けられている。

## 管轄路線
以下の路線のうち、広河原発着路線などを除いてPASMOなどの交通系ICカードが2015年（平成27年）12月7日から使用できるが、イオンモールシャトルバスと高速バスでは定期券機能が使用できない。

### 循環系統路線バス
- 76 → 90「中道橋経由御所循環線」 → 「石和経由御所循環線」[注釈 2]

敷島営業所 → 敷島仲町 → 長塚 → 東海高校 → 飯田三丁目 → 甲府駅 → 遊亀公園 → 伊勢町営業所 → 住吉五丁目 → 山城小学校 → 中道橋 → 御所 → 八代四ツ角 → 石和八幡宮 → 山梨英和大学入口 → 山梨学院大学 → 酒折駅入口 → 善光寺入口 → 甲府駅 → 飯田三丁目 → 東海高校 → 長塚 → 敷島仲町 → 敷島営業所
- 90 → 76「石和経由御所循環線」 → 「中道橋経由御所循環線」[注釈 2]

敷島営業所 → 敷島仲町 → 長塚 → 東海高校 → 飯田三丁目 → 甲府駅 → 善光寺入口 → 酒折駅入口 → 山梨学院大学 → 山梨英和大学入口 → 石和八幡宮 → 八代四ツ角 → 御所 → 中道橋 → 山城小学校 → 住吉五丁目 → 伊勢町営業所 → 遊亀公園 → 甲府駅 → 飯田三丁目 → 東海高校 → 長塚 → 敷島仲町 → 敷島営業所

### 一般系統路線バス
- 03：敷島営業所 - 竜王駅 - 山梨県立美術館 - 貢川 - 甲府駅 - 一高前 - 湯村温泉入口 - 山宮上町 - 昇仙峡入口・天神森[7]
- 04：敷島営業所 - 竜王駅 - 山梨県立美術館 - 貢川 - 甲府駅 - 一高前 - 湯村温泉入口 - 山宮上町 - 昇仙峡入口・天神森 - グリーンライン昇仙峡 - 昇仙峡滝上[注釈 3]
- 06：敷島営業所 - 敷島仲町 - 湯村温泉入口 - 一高前 - 甲府駅
- 20：敷島営業所 - 敷島仲町 - 長塚 - 東海高校 - 飯田三丁目 - 甲府駅
- 25：双葉ニュータウン - さつきの団地 - 東海高校 - 飯田三丁目 - 甲府駅
- 30：貢川団地 - 山梨県立美術館 - 貢川 - 甲府駅[注釈 4]
- 42：県立中央病院 - 飯田三丁目 - 甲府駅 - 貢川 - 農林高校 - 西野 - 小笠原橋 - 小笠原下仲町[注釈 5]
- 44：甲府駅 - 貢川 - 農林高校 - 中条入口 - 十五所 - 小笠原橋 - 追分 - 鰍沢営業所[注釈 5]
- 46：甲府駅 - 貢川 - 農林高校 - 中条入口 - 十五所 - 小笠原橋 - 小笠原車庫[注釈 5]
- 47：県立中央病院 → 飯田三丁目 → 甲府駅 → 貢川 → 農林高校 → 西野 → 小笠原橋 → 追分 → 鰍沢営業所[注釈 6]
- 48：上今諏訪 → 農林高校 → 貢川 → 甲府駅[注釈 7]
- 49：甲府駅 → 貢川 → 農林高校 → 中条入口 → 十五所 → 小笠原橋 → 小笠原下仲町[注釈 8]
- 56：敷島営業所 ← 敷島仲町 ← 湯村温泉入口 ← 県立中央病院 ← 飯田三丁目 ← 甲府駅 - 伊勢一丁目 - 千秋橋 - 国母駅入口 - 上河東四ツ角 - 常永駅 - 山梨大学医学部附属病院[注釈 9]
- 57：敷島営業所 - 敷島仲町 - 長塚 - 東海高校 - 飯田三丁目 - 甲府駅 - 伊勢三丁目 - 後屋団地 - 古市場 - 山梨大学医学部附属病院[注釈 10]
- 58：敷島団地 - 敷島仲町 - 湯村温泉入口 - 一高前 - 甲府駅 - 飯豊橋北 - 清水新居 - 昭和町役場入口 - イオンモール甲府昭和 - 上河東四ツ角 - 常永駅 - 山梨大学医学部附属病院[注釈 11]
- 60：甲府駅 - 伊勢一丁目 - 伊勢三丁目 - 南甲府警察署 - 駿台今井キャンパス[注釈 12][注釈 13]
- 70：敷島団地 - 敷島仲町 - 湯村温泉入口 - 県立中央病院入口 - 飯田三丁目 - 甲府駅 - 遊亀公園 - 伊勢町営業所 - 南甲府警察署 - 甲府商業高校 - 山城小学校 - 小瀬スポーツ公園[注釈 14]
- 91：敷島営業所 - 敷島仲町 - 長塚 - 東海高校 - 飯田三丁目 - 甲府駅 - 善光寺入口 - 酒折駅入口 - 山梨学院大学 - 山梨英和大学[注釈 10][注釈 4]
- 98：敷島営業所 - 敷島仲町 - 長塚 - 東海高校 - 飯田三丁目 - 甲府駅 - 善光寺入口 - 酒折駅入口 - 山梨学院大学 - 山梨英和大学 - 石和温泉駅[注釈 10][注釈 4]

04系統・42系統・44系統・46系統・57系統・70系統・76系統・96系統・98系統は地域間幹線系統である。

### 臨時バス・季節快速バス

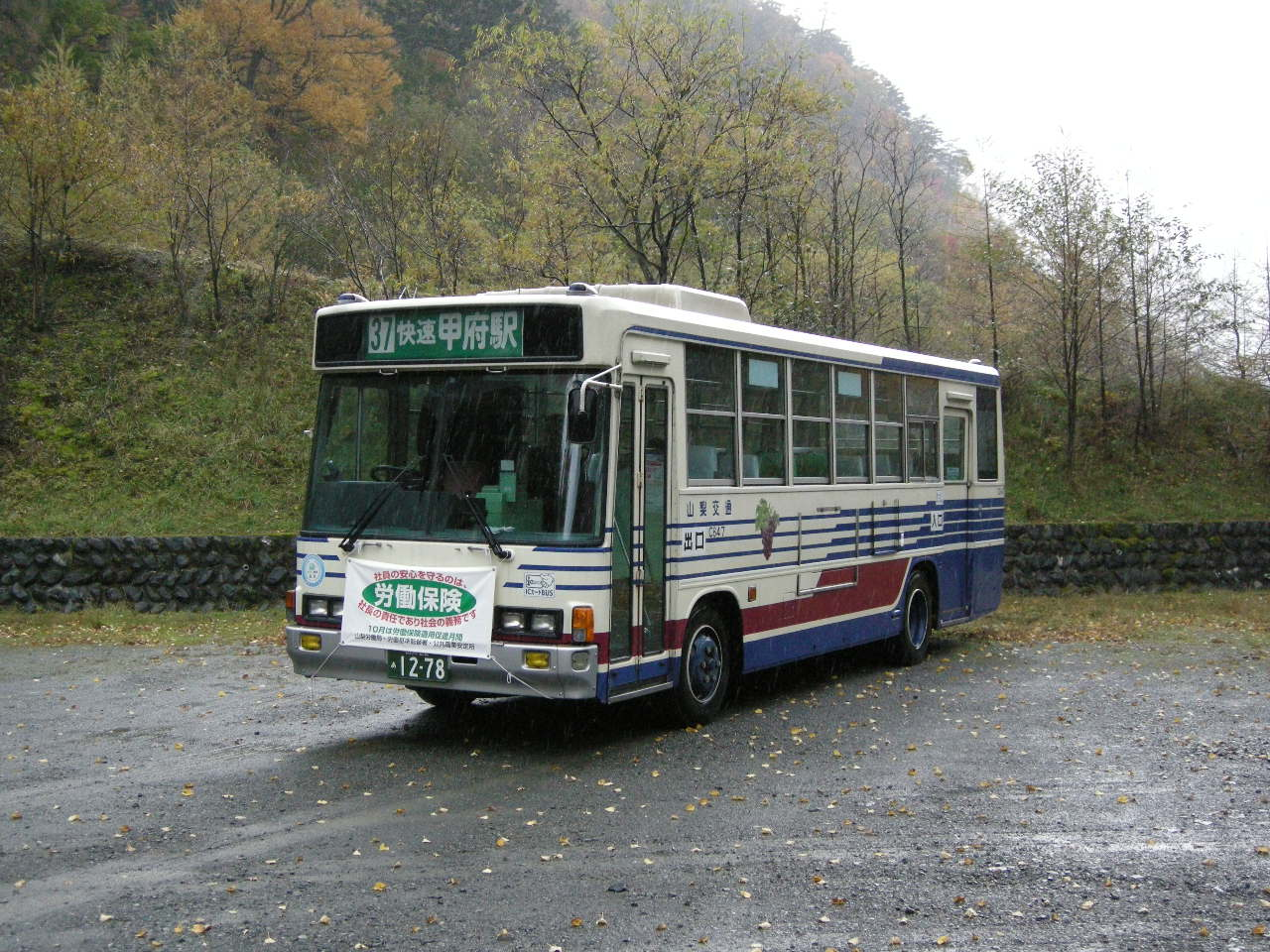
37系統・快速広河原発甲府駅行き

- 石和温泉駅 → 甲府駅 - 湯村温泉入口 - 昇仙峡口 - 天神森 - グリーンライン昇仙峡 - 昇仙峡滝上[注釈 15]
- 37：甲府駅 - 竜王駅 - 六科 - 芦安 - 市営芦安駐車場 - 夜叉神峠登山口 - 広河原[注釈 16]
- 38：市営芦安駐車場 - 夜叉神峠登山口 - 広河原[注釈 16]
- 広河原 - 奈良田[注釈 16][注釈 17]
- 甲府駅 - （山梨県立美術館） - サントリー登美の丘ワイナリー[注釈 18]

### イオンモールシャトルバス
甲府駅からイオンモール甲府昭和まで直行バスが運行されている（系統番号なし）。伊勢町営業所、鰍沢営業所（便数が多い土休日ダイヤ時のみ担当）と共管。
- 甲府駅 - ダイタビル前 - 宝一丁目 - 飯田三丁目 - 甲府西高校 - 甲府昭和高校入口 - イオンモール甲府昭和[注釈 19]

### 高速バス
中央高速バスをはじめとする山梨交通の高速バスは敷島営業所管轄であり、共同運行している他社のバスも富士急バスと一部の京王バスを除き、敷島営業所に回送・停泊している。敷島営業所発着の高速バスはない（富士急バスは、甲府市上阿原町にある同社の甲府営業所に回送・停泊している。以前は京王バスも甲府市中小河原の伊勢通り沿いにある同社の甲府車庫に全ての車両が回送･停泊していたが、現在は甲府線で夜間滞泊をする車両に関しては敷島営業所へ回送・停泊している）。

### 受託路線
上記直営路線以外にも、自治体や各団体からの委託を受けて運行されている路線がある。なお、これらの路線ではPASMOなどの交通系ICカードが使用できる。

#### 甲斐市民バス

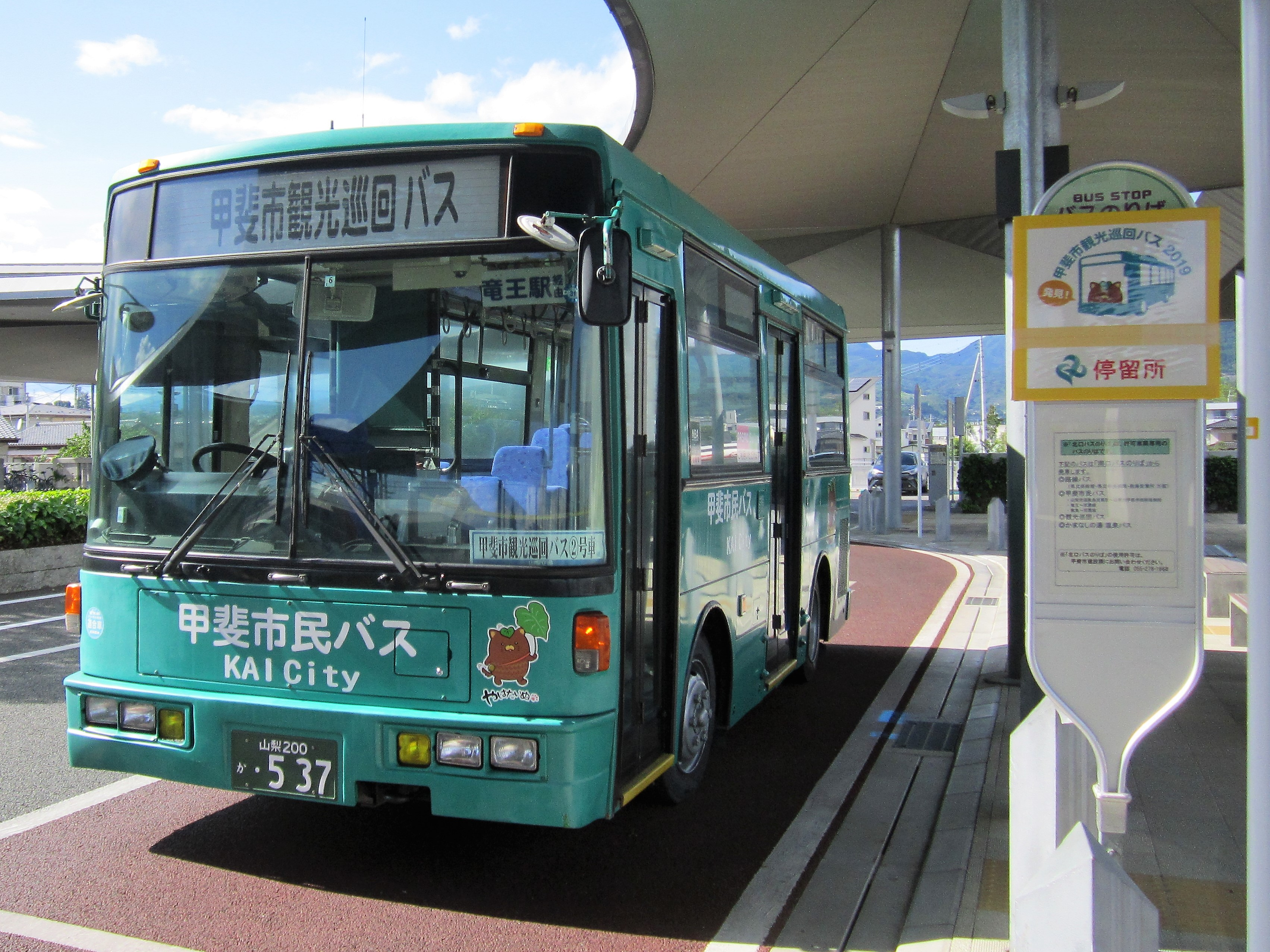
甲斐市民バス

甲斐市のコミュニティバスである甲斐市民バスのうち、山梨大学医学部附属病院線の運行を受託している。

#### 清里ピクニックバス

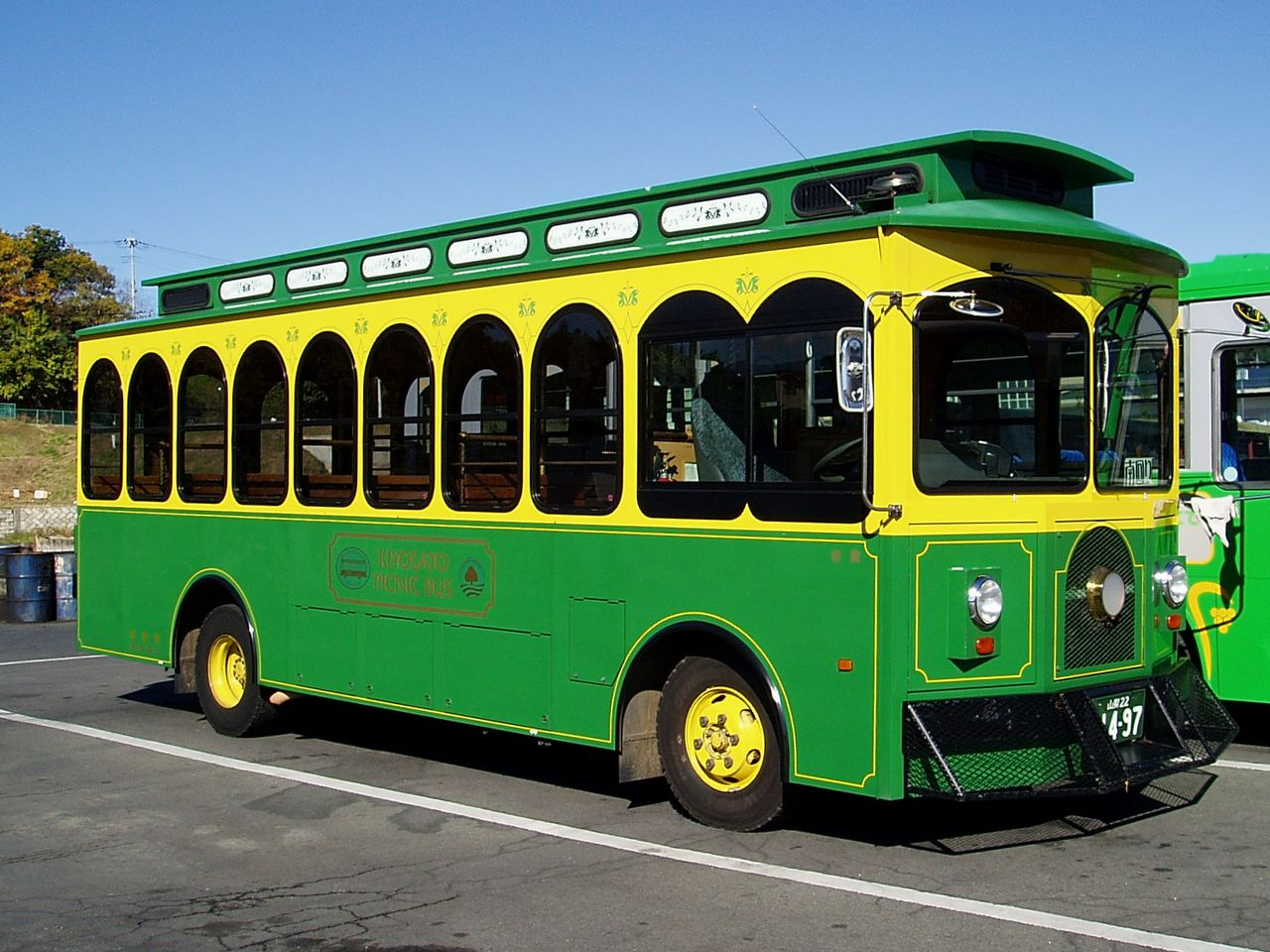
清里ピクニックバス。敷島営業所にて

山梨交通がNPO法人清里観光振興会から委託を受けて運行しているファンタスティックバス。清里バスセンターを起点に巡回している。1回乗車の運賃が設定されているほか、1日周遊券や2日券が発売されている。12月から4月中旬までは運休する。
運行区間
運行日によって運用される車両の台数や運行ルートが異なる。
- 1台運行日ルート
  - まきば公園・大泉ルート → 清里北部周遊ルートを運行（各ルートの走行経路は以下の2台運行日と同一）
- 2台運行日ルート
  - 野辺山・清里北部周遊ルート：清里バスセンター - JR野辺山駅前 - 美し森 - 清里ハイランドパーク - 美し森 - 清泉寮 - 清里バスセンター
  - 清里北部周遊ルート：清里バスセンター - 清里の森 - 美し森 - 清里ハイランドパーク - 美し森 - 清泉寮 - 清里バスセンター
  - まきば公園・大泉ルート：清里バスセンター - 清泉寮 - まきば公園 - パノラマの湯・大泉駅入口 - ロイヤルホテル - 清里バスセンター - レストハウス八ヶ岳前 - 丘の公園・天女の湯前 - 清里バスセンター

#### 清里ウィンターバス
冬季に運休する清里ピクニックバスに代わって運行される周遊バス。2014年（平成26年）12月27日より運行を開始した。清里ピクニックバスとは異なり、山梨交通の一般路線バスの車両が使用される。1回乗車の運賃が設定されているほか、1日周遊券が発売されている。主に年末年始と1月から3月の土休日に運行する。
運行区間
当日の天候や路面状況によっては雪ダイヤで運行される場合がある。
- 通常ダイヤ
  - 清里バスセンター - 八ヶ岳ロイヤルホテル - 清泉寮 - 清里バスセンター - 美し森 - サンメドウズ清里スキー場 - 美し森 - 清里バスセンター - レストハウス八ヶ岳前 - 丘の公園・天女の湯前 - 清里バスセンター
- 雪ダイヤ
  - 清里バスセンター - レストハウス八ヶ岳前 - 丘の公園・天女の湯前 - 清里バスセンター - 美し森 - サンメドウズ清里スキー場 - 美し森 - 清泉寮 - 清里バスセンター

### 休廃止路線
- 61：駿台今井キャンパス → 甲府駅[注釈 20]

駿台今井キャンパス16:45発の1本のみ運行されていたが、2019年4月1日のダイヤ改正で廃止された。新々平和通りを通り、途中のバス停は全て通過していた。
99：敷島営業所 - 敷島仲町 - 湯村温泉入口 - 甲府工業高校 - 甲府駅 - 善光寺入口 - 酒折駅入口 - 山梨学院大学 - 山梨英和大学入口 - 石和温泉駅 - 山梨県立博物館
1日4往復運行していたが、2021年10月1日のダイヤ改正で廃止された。
34：敷島営業所 - 敷島仲町 - 湯村温泉入口 - 県立中央病院 - 飯田三丁目 - 甲府駅 - 貢川 - 山梨県立美術館 - 竜王新町 - 野牛島 - 六科 - 御勅使
2022年12月26日のダイヤ改正で廃止。また、一部の便は甲府駅発着（39系統）へ区間短縮された。

#### 臨時バス・季節快速バス
- 36：甲府駅 - 竜王駅 - 六科 - 芦安 - 夜叉神峠登山口[注釈 16]

#### 甲斐市民バス
- 竜王駅 - 双葉ニュータウン - りほく病院
- 竜王駅 - 敷島 - 敷島団地

上記路線は2008年（平成20年）3月31日に試験運行を終了した。
- 敷島 - 双葉線
  - 双葉地区経由：竜王駅 - さつき野団地 - 双葉SA - 双葉東小学校 - 塩崎駅入口 - ラザウォーク甲斐双葉
  - 敷島地区経由：竜王駅 - 長塚 - 敷島仲町 - 甲斐市役所敷島庁舎 - 山梨交通敷島営業所 - 敷島団地 - 山梨交通敷島営業所 - 双葉東小学校 - 塩崎駅入口 - ラザウォーク甲斐双葉
- 竜王 - 双葉線：竜王駅 - 甲斐市役所竜王庁舎 - JA玉幡集荷場 - 榎 - 竜王駅 - ドラゴンパーク - 塩崎駅入口 - ラザウォーク甲斐双葉

上記路線は2015年（平成27年）4月1日からジャンボタクシーでの運行になるのに伴い、委託先が山梨貸切自動車（当時）に変更された。なお、その後の企業再編により、現在は同じ敷地内にある甲斐営業所が運行している（後述）。

#### 甲府シティシャトル

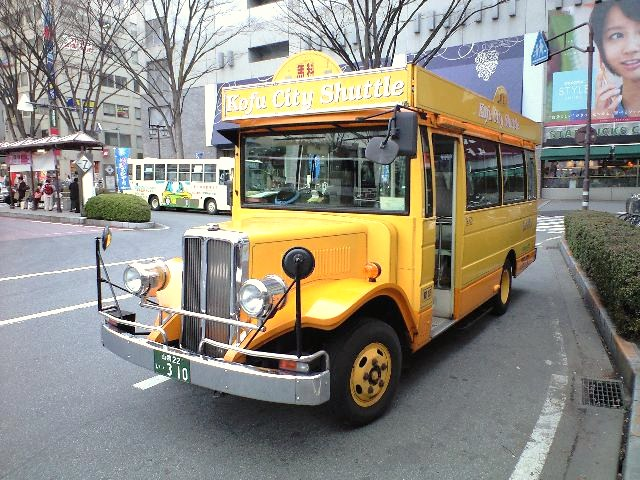
レトボン。甲府駅前にて

山梨交通が甲府商工会議所から受託し運行されていた無料巡回バス。専用のボンネット風車両「レトボン」を使用しており、黄色と緑色の2タイプがあった。1997年（平成9年）より運行を開始し、土曜日・日曜日に限り運行されていた。2004年（平成16年）より緑色の車両が他地域の巡回バスの試験運行に用いられるため運用を離脱し、黄色のみの1台体制になっていたが、2008年（平成20年）5月に2台体制に戻った。2012年（平成24年）9月以降は北口ルート・南口ルートに分かれ、11時 - 18時の間を2路線合わせて15分 - 45分の間隔で運行していた。
利用者数は、2002年に約4.5万人/年をピークに、2008年は約2.3万人/年にまで低下。
その後も、北口ルート新設等梃入れを図るも利用低迷に歯止めがかからず、車両老朽化や利用客の安全面等も踏まえた結果、2017年（平成29年）3月26日を以て運行終了となった。
廃止時点における運行区間
- 北口ルート：甲府駅北口 → 甲州夢小路前 → 鶴舞城公園入口 → 春日あべにゅう → ペルメ桜町 → 桜座前 → 山梨中央銀行本店前 → 甲府市役所東 → 甲府駅北口
- 南口ルート：甲府駅南口 → 丸の内八番街 → 甲府警察署東 → 春日あべにゅう → ペルメ桜町 → 桜座前 → 山梨中央銀行本店前 → 岡島紅梅口 → オリオン通り北 → 甲府駅南口

春日あべにゅう → 桜座前間は自由乗降区間となっていた。

## 甲府営業所
敷島営業所内に貸切バスおよび廃止代替バスの拠点である山梨交通甲府営業所が併設されている。
前述のように山梨交通の貸切バス部門は2002年（平成14年）10月に山梨交通観光バスに移管され、同社の甲府営業所となった。その後、同社が2012年（平成24年）10月1日に山交タウンコーチに吸収合併され、さらに2018年（平成30年）10月1日に山梨交通に吸収合併されて現在に至る。
以下の廃止代替バス2路線（75系統、83系統）を運行している他、一般路線1路線（28系統）を運行している。
- 75：県立中央病院 - 飯田三丁目 - 甲府駅 - 遊亀公園 - 伊勢町営業所 - 中道橋 - 県立考古博物館 - 豊富
- 83：長塚 - 東海高校 - 飯田三丁目 - 甲府駅 - 甲府市総合市民会館 - 富士見農協 - 中央道八代停留所 - 奈良原
- 28：県立中央病院 - 飯田三丁目 - 甲府駅

上記路線以外にも、中央市から委託を受けて中央市コミュニティバス「とまチュウバス」の運行を行っている。

### 甲府営業所休廃止路線
- 05：甲府駅 - 一高前 - 湯村温泉入口 - 敷島仲町 - 清川 - 昇仙峡滝上
  - 沿線自治体との協議の結果、2015年（平成27年）3月31日に運行を終了した[25]。
- 40：県立中央病院 - 飯田三丁目 - 甲府駅 - 貢川 - 農林高校 - 中条入口 - 南アルプス市役所若草支所
  - 沿線自治体との協議の結果、2013年（平成25年）3月31日に運行を終了した[26]。

## 甲斐営業所
敷島営業所内にタクシー事業の拠点である山梨交通甲斐営業所が併設されている。
もとは2015年（平成27年）3月に開設された山梨貸切自動車本社営業所である。その後、同社が2017年（平成29年）10月1日に山交タウンコーチに吸収合併された際、山交タウンコーチ竜王営業所となった。2018年（平成30年）10月1日に山梨交通に吸収合併後もそのまま営業を行っていたが、2019年（平成31年）4月に移転し甲斐営業所として開設された。

### 受託路線
タクシー事業以外にも、甲斐市のコミュニティバスである甲斐市民バスのうち、ジャンボタクシーを使用する路線の受託運行も行っている。

## 所属車両
山梨交通標準の一般路線バス・高速バス車両については山梨交通#車両を参照。それ以外に以下の車両が所属している。
- いすゞ・TSD40
  - 1960年代に岩手県交通で活躍していたボンネットバス。国際興業にてさわらび号として奥多摩・飯能地域で運行していたが、排気ガス規制などから2002年（平成14年）移籍。カラーは1950年代前半までの山梨交通が使用していたものである。現在は主にイベントなどで使用。
- クセニッツCITY-III CNG車
  - コミュニティバスの試験運用などに使用されていた。現在は保留車となっている。
- 三菱ふそう・エアロミディ
  - 甲斐市コミュニティバスで使用。
- いすゞ・ジャーニー
  - オーテックジャパンにてボンネット風に改造され、甲府シティシャトルに使用されている。
- ファンタスティックバス
  - 東京特殊車体で改造を受けた車両。黄色と青・白色の2種類のツートンカラーの車両があり、清里ピクニックバスで使用されていたが、2017年（平成29年）に引退した。
- 「わっぴぃ」
  - YBS T&Lが所有し、運行・車両整備を山梨交通が受託しているバス。車体はいすゞ・ガーラ。
- 日産ディーゼル・RN
  - 甲斐市民バスで使用。
- 日野・レインボー2KG-KR290J3
  - 2018年（平成30年）からファンタスティックバスに代わり、清里ピクニックバスで使用されている。